# 彭布羅克 (威爾斯)

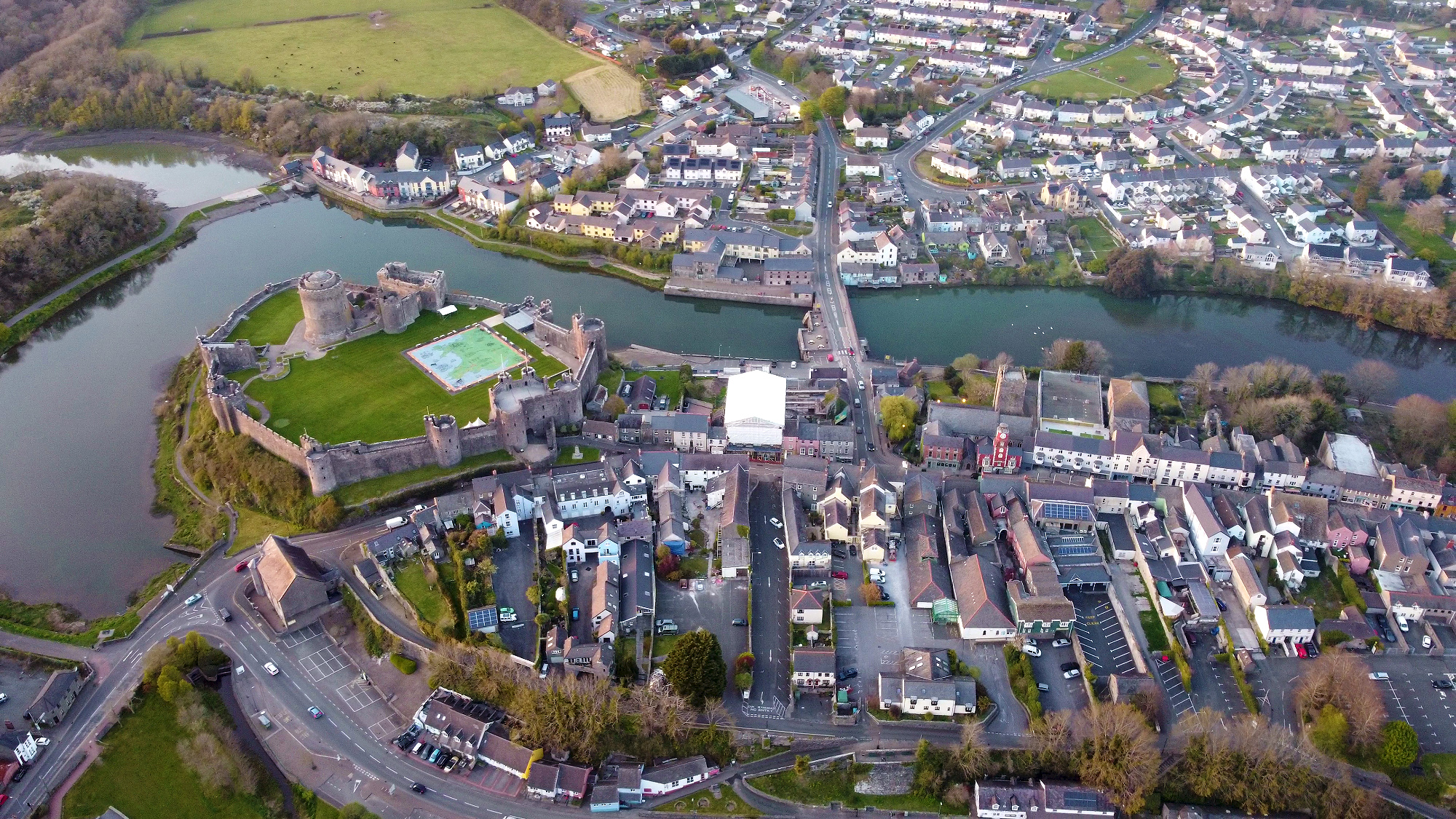
英国威尔士彭布罗克郡彭布罗克城堡和主街鸟瞰图

彭布羅克（英語：Pembroke）是位於英國威爾斯西部彭布羅克郡的一座城市。彭布羅克是一座歷史悠久的城市，擁有彭布羅克城堡等古蹟。據2011年英國人口普查，彭布羅克有人口7,552人。英式橄欖球是這裡的主要體育運動，鎮上有一家橄欖球俱樂部，此外還有板球和足球俱樂部。

## 外部連結
- Pembroke & Pembroke Dock Website
- Pembroke School
- Aerial photograph of Pembroke town and castle